# استان اسکراپار
استان اسکراپار (به آلبانیایی: Rrethi i Skraparit) نام یکی از استان‌های سی‌وشش‌گانه کشور آلبانی است.